# Pals of the Saddle
Pals of the Saddle é um filme norte-americano de 1938, do gênero faroeste, dirigido por George Sherman e estrelado por John Wayne, Ray Corrigan e Max Tehune.

## A produção
Pals of the Saddle marca a estreia de John Wayne como um dos integrantes do apreciado Trio Western The Three Mesquiteers, série de cinquenta e um filmes produzidos pela Republic Pictures entre 1935 e 1943. Wayne atuou em oito dessas películas e saiu quando John Ford chamou-o para estrelar Stagecoach.
Tida como uma das melhores da série, esta décima-sétima aventura dos três justiceiros tornou-se o primeiro faroeste B a utilizar o tema de espiões no período pré-Segunda Guerra Mundial.
O trio ficou conhecido no Brasil como Os Três Mosqueteiros, Os Três Mosqueteiros do Oeste e, ainda, Os Três Amigos Valentes.

## Sinopse
Estamos no Oeste de 1938. Stony Brooke, Tucson Smith e Lullaby Joslin, Os Três Moqueteiros do Oeste, viajam acompanhados por Ann, uma agente do Governo disfarçada. Sua missão é impedir que agentes inimigos contrabandeiem para o México, e vendam para nações estrangeiras, um produto químico chamado Monium, com o qual se pode confeccionar um gás mortal.

## Elenco
| Ator/Atriz     | Personagem              |
| -------------- | ----------------------- |
| John Wayne     | Stony Brooke            |
| Ray Corrigan   | Tucson Smith            |
| Max Tehune     | Lullaby Joslin          |
| Doreen McKay   | Ann                     |
| Joseph Forte   | Juiz Hastings           |
| George Douglas | Paul Hartman            |
| Frank Milan    | Frank                   |
| Ted Adams      | Henry C. Gordon         |
| Harry Depp     | Atendente do hotel      |
| Dave Weber     | Músico russo            |
| Don Orlando    | Músico italiano         |
| Charles Knight | Músico inglês           |
| Jack Kirk      | Xerife Johnson          |
| Monte Montague | Capanga (não-creditado) |
| Yakima Canutt  | Capanga (não-creditado) |